# Nhân khẩu Ba Lan

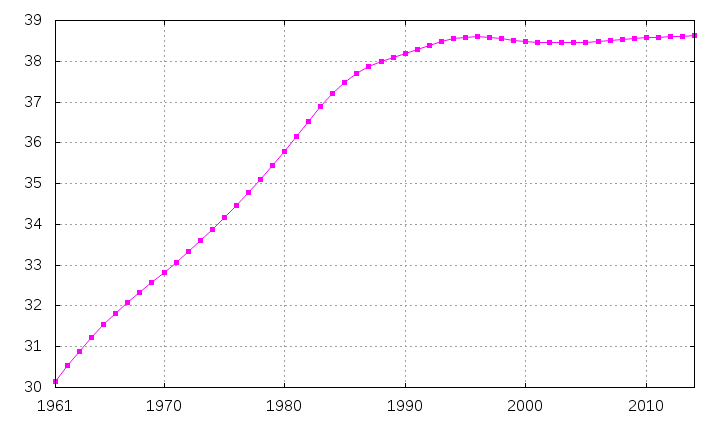
Dân số Ba Lan, Dữ liệu của FAO, 1961-2014; (tính theo hàng triệu).

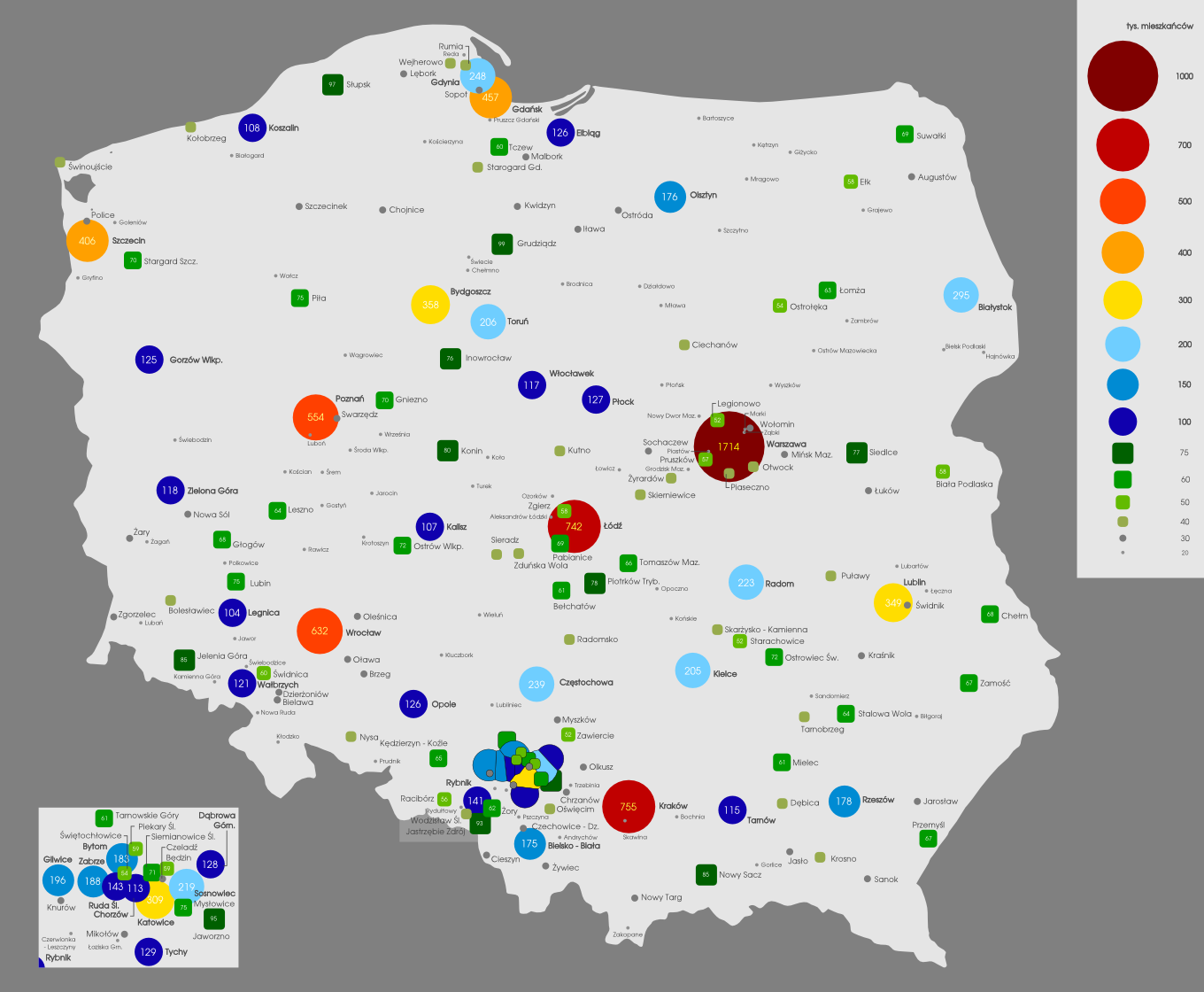
Các thành phố và thị trấn lớn nhất ở Ba Lan (hơn 20.000 công dân; dữ liệu năm 2010)
Bản đồ thay thế

Nhân khẩu học của Ba Lan bao gồm mật độ dân số, trình độ học vấn, sức khỏe của dân cư, tình trạng kinh tế, tôn giáo và các khía cạnh khác của dân số Ba Lan.
Theo điều tra dân số năm 2011 của Văn phòng thống kê trung ương Ba Lan (GUS), vào cuối năm 2011, Ba Lan có số dân là 38.538.447 người, có nghĩa là mật độ dân số trung bình khoảng 123 người / km 2, mật độ ở nông thôn là 50 người/ 1 km²). 61,5% dân số Ba Lan sống ở khu vực thành thị, con số này đang giảm dần. Ba Lan là quốc gia đông dân thứ 33 trên thế giới (thứ 8 ở châu Âu, chiếm 5,4% dân số châu Âu). Tăng trưởng dân số của Ba Lan rất trì trệ, chỉ khoảng 0,08%. Tuổi thọ trung bình là 70,5 đối với nam và 78,9 đối với nữ. Phân bố dân cư không đồng đều.
Giống như nhiều quốc gia phát triển, dân số Ba Lan đang già đi. Năm 1950, độ tuổi trung bình là 25,8: một nửa dân số Ba Lan là dân số trẻ, độ tuổi trung bình hiện nay của Ba Lan là 38,2. Nếu tiếp tục tăng trưởng theo xu hướng hiện tại, độ tuổi trung bình có thể là 51 tuổi vào năm 2050. Vào những năm 1990, chủ yếu do tỷ lệ sinh thấp mà dân số già đi, cộng với sự di cư gây ảnh hưởng đến nền kinh tế. Tuy nhiên, điều này đã bắt đầu thay đổi. Số trẻ em sinh ra trong các gia đình Ba Lan (tỷ lệ sinh là 1,31, giảm từ 2 vào năm 1990) là một trong những tỷ lệ thấp nhất ở Trung Âu, nhưng đã bắt đầu cải thiện trong những năm gần đây.

## Lịch sử dân số

Dân số Ba Lan 1900-2010

Trong nhiều thế kỷ, cho đến khi kết thúc Thế chiến II năm 1945, dân số Ba Lan bao gồm số lượng dân tộc thiểu số đáng kể.

### Thế kỷ XX
Dân số Ba Lan giảm khoảng sáu triệu người do những mất mát kéo dài trong thời kỳ Holocaust và sự chiếm đóng của Đức trong Thế chiến II (1939-1945), và Ba Lan trở thành một trong những khu vực đồng nhất dân tộc nhất ở châu Âu (bên cạnh dân số Slovakia và Cộng hòa Séc). Đây là kết quả của việc thay đổi hoàn toàn biên giới và trục xuất dân cư vào cuối và sau chiến tranh. Các phong trào dân số sau chiến tranh đi kèm với hai làn sóng di cư bắt buộc theo lệnh của chính quyền cộng sản Liên Xô và Ba Lan, bao gồm việc chuyển dân cư Ba Lan (1944-1946) từ các vùng lãnh thổ trước chiến tranh ở Đông Ba Lan, ngày nay là một phần của Litva, Belarus và Ukraina, việc chuyển các dân tộc Ukraine trở lại Liên Xô (1944-1946), và việc trục xuất người Đức (1945-1950) sang Đức từ các tỉnh bị Liên Xô chiếm đóng và sau đó trao cho chính phủ cộng sản ở Ba Lan.

### Xu hướng gần đây
Theo GUS, có khoảng 38.325.000 người sống ở Ba Lan, tuy nhiên, báo cáo tương tự cho biết số lượng cư dân sống ở nước này là khoảng 37.200.000; với 1.125.000 người sống ở nước ngoài từ 6 đến 7 tháng trở lên. Nó có nghĩa là dân số vĩnh viễn có thể nhỏ hơn con số được đưa ra ban đầu.
Trong thế kỷ 21, nhiều người Ba Lan đã di cư sau khi Ba Lan gia nhập Liên minh châu Âu năm 2004 và mở cửa thị trường lao động của EU; với khoảng 2 triệu người Ba Lan (chủ yếu là người trẻ) làm việc ở nước ngoài.

## Thống kê dân số

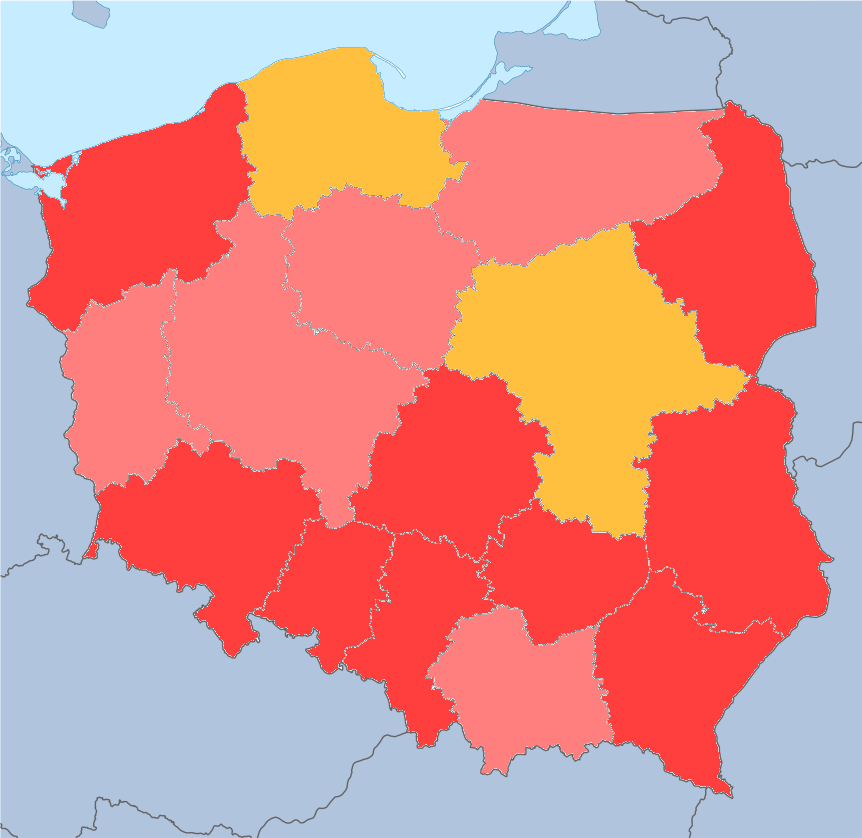
1.4 - 1.5
1.3 - 1.4
< 1.3 (2014)

### Tổng tỷ lệ sinh sản từ 1800 đến 1920
Tổng tỷ suất sinh là số trẻ em được sinh ra / 1 phụ nữ. Nguồn: Our World In Data và Quỹ Gapminder.
| Năm               | 1800 | 1801 | 1802 | 1803 | 1804 | 1805 | 1806 | 1807 | 1808 | 1809 | 1810 |
| ----------------- | ---- | ---- | ---- | ---- | ---- | ---- | ---- | ---- | ---- | ---- | ---- |
| Tổng tỷ suất sinh | 6,28 | 6,26 | 6,25 | 6,23 | 6.22 | 6.2  | 6.19 | 6.17 | 6.16 | 6.14 | 6.12 |

| Năm               | 1811 | 1812 | 1813 | 1814 | 1815 | 1816 | 1817 | 1818 | 1819 | 1820 |
| ----------------- | ---- | ---- | ---- | ---- | ---- | ---- | ---- | ---- | ---- | ---- |
| Tổng tỷ suất sinh | 6.11 | 6.09 | 6.08 | 6.06 | 6.05 | 6.03 | 6.03 | 6.16 | 6,3  | 6.03 |

| Năm               | 1821 | 1822 | 1823 | 1824 | 1825 | 1826 | 1827 | 1828 | 1829 | 1830 |
| ----------------- | ---- | ---- | ---- | ---- | ---- | ---- | ---- | ---- | ---- | ---- |
| Tổng tỷ suất sinh | 6,3  | 6.03 | 5,76 | 5,49 | 6,83 | 6.16 | 6,3  | 6.22 | 6.14 | 6.06 |

| Năm               | 1831 | 1832 | 1833 | 1834 | 1835 | 1836 | 1837 | 1838 | 1839 | 1840 |
| ----------------- | ---- | ---- | ---- | ---- | ---- | ---- | ---- | ---- | ---- | ---- |
| Tổng tỷ suất sinh | 5,98 | 5,9  | 6,43 | 6,83 | 5,9  | 6,3  | 6,57 | 6.03 | 6,43 | 6,57 |

| Năm               | 1841 | 1842 | 1843 | 1844 | 1845 | 1846 | 1847 | 1848 | 1849 | 1850 |
| ----------------- | ---- | ---- | ---- | ---- | ---- | ---- | ---- | ---- | ---- | ---- |
| Tổng tỷ suất sinh | 6.16 | 6,43 | 6,3  | 6.03 | 5,36 | 5,49 | 5.09 | 4,82 | 5,49 | 5,63 |

| Năm               | 1851 | 1852 | 1853 | 1854 | 1855 | 1856 | 1857 | 1858 | 1859 | 1860 |
| ----------------- | ---- | ---- | ---- | ---- | ---- | ---- | ---- | ---- | ---- | ---- |
| Tổng tỷ suất sinh | 5,63 | 5,49 | 5,63 | 5,36 | 4,82 | 5,36 | 5,76 | 6,3  | 6,57 | 6,57 |

| Năm               | 1861 | 1862 | 1863 | 1864 | 1865 | 1866 | 1867 | 1868 | 1869 | 1870 |
| ----------------- | ---- | ---- | ---- | ---- | ---- | ---- | ---- | ---- | ---- | ---- |
| Tổng tỷ suất sinh | 6,43 | 6,97 | 6,57 | 6.2  | 5,83 | 5,46 | 5.09 | 5,63 | 5,63 | 6.16 |

| Năm               | 1871 | 1872 | 1873 | 1874 | 1875 | 1876 | 1877 | 1878 | 1879 | 1880 |
| ----------------- | ---- | ---- | ---- | ---- | ---- | ---- | ---- | ---- | ---- | ---- |
| Tổng tỷ suất sinh | 5,76 | 5,49 | 5,76 | 5,76 | 5,49 | 5,49 | 5.23 | 5.23 | 5,36 | 5.23 |

| Năm               | 1881 | 1882 | 1883 | 1884 | 1885 | 1886 | 1887 | 1888 | 1889 | 1890 |
| ----------------- | ---- | ---- | ---- | ---- | ---- | ---- | ---- | ---- | ---- | ---- |
| Tổng tỷ suất sinh | 5.09 | 5.23 | 5.23 | 5.09 | 5,36 | 5,36 | 5,36 | 5,49 | 5,76 | 5,63 |

| Năm               | 1891 | 1892 | 1893 | 1894 | 1895 | 1896 | 1897 | 1898 | 1899 | 1900 |
| ----------------- | ---- | ---- | ---- | ---- | ---- | ---- | ---- | ---- | ---- | ---- |
| Tổng tỷ suất sinh | 5,63 | 5,36 | 5,63 | 5,9  | 5,9  | 5,76 | 5,63 | 5,49 | 5,49 | 5,49 |

| Năm               | 1901 | 1902 | 1903 | 1904 | 1905 | 1906 | 1907 | 1908 | 1909 | 1910 |
| ----------------- | ---- | ---- | ---- | ---- | ---- | ---- | ---- | ---- | ---- | ---- |
| Tổng tỷ suất sinh | 5,36 | 5,36 | 5.09 | 5.09 | 4,96 | 5.09 | 5.09 | 4,96 | 4,96 | 4,82 |

| Năm               | 1911 | 1912 | 1913 | 1914 | 1915 | 1916 | 1917 | 1918 | 1919 | 1920 |
| ----------------- | ---- | ---- | ---- | ---- | ---- | ---- | ---- | ---- | ---- | ---- |
| Tổng tỷ suất sinh | 4,69 | 4,56 | 4,69 | 4,82 | 3,89 | 3,62 | 3.22 | 3.22 | 4,42 | 4,69 |

### Số liệu thống kê quan trọng từ 1921 đến 1938

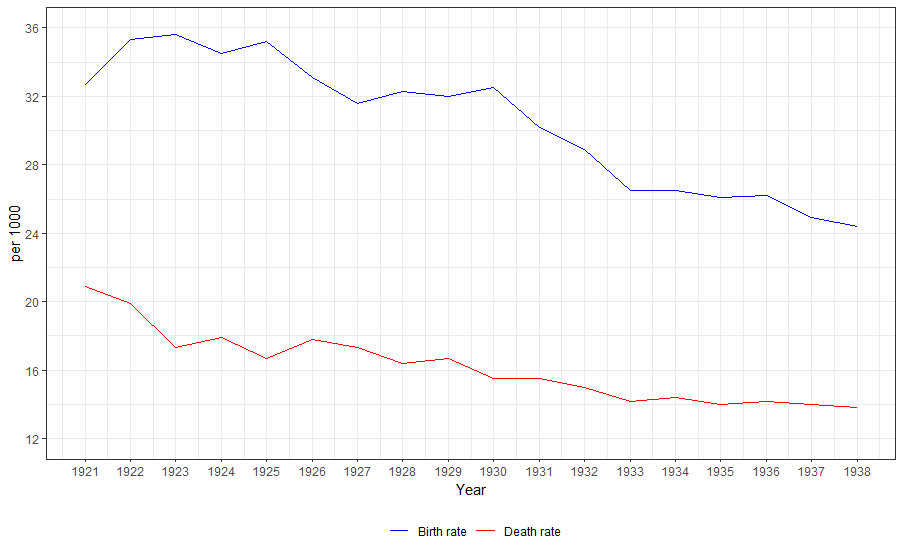
Tỷ lệ sinh và tử ở Ba Lan trong khoảng thời gian từ 1921 đến 1938

| Năm  | Dân số trung bình | Số Trẻ sinh sống | Số Trẻ sinh tử vong | Thay đổi mức sinh tự nhiên | Tỷ lệ trẻ sinh sống (per 1000) | Tỷ lệ trẻ sinh tử vong (per 1000) | Thay đổi mức sinh tự nhiên (per 1000) | Tổng tỷ lệ tử vong |
| ---- | ----------------- | ---------------- | ------------------- | -------------------------- | ------------------------------ | --------------------------------- | ------------------------------------- | ------------------ |
| 1921 | 27 224 000        | 890 400          | 568 300             | 322 100                    | 32.7                           | 20.9                              | 11.8                                  | 4.4                |
| 1922 | 27 846 000        | 983 100          | 554 600             | 482 500                    | 35.3                           | 19.9                              | 15.4                                  | 4.73               |
| 1923 | 28 480 000        | 1 014 700        | 493 800             | 520 900                    | 35.6                           | 17.3                              | 18.3                                  | 4.82               |
| 1924 | 29 007 000        | 1 000 100        | 519 200             | 480 900                    | 34.5                           | 17.9                              | 16.6                                  | 4.69               |
| 1925 | 29 475 000        | 1 036 600        | 492 200             | 544 400                    | 35.2                           | 16.7                              | 18.5                                  | 4.74               |
| 1926 | 29 906 000        | 989 100          | 532 700             | 456 400                    | 33.1                           | 17.8                              | 15.3                                  | 4.44               |
| 1927 | 30 302 000        | 958 733          | 525 633             | 433 100                    | 31.6                           | 17.3                              | 14.3                                  | 4.23               |
| 1928 | 30 693 000        | 990 993          | 504 207             | 486 786                    | 32.3                           | 16.4                              | 15.9                                  | 4.29               |
| 1929 | 31 084 000        | 994 101          | 518 929             | 475 172                    | 32.0                           | 16.7                              | 15.3                                  | 4.26               |
| 1930 | 31 490 000        | 1 022 811        | 488 417             | 534 394                    | 32.5                           | 15.5                              | 17.0                                  | 4.33               |
| 1931 | 31 935 000        | 964 573          | 493 703             | 470 870                    | 30.2                           | 15.5                              | 14.7                                  | 4.05               |
| 1932 | 32 394 000        | 934 663          | 486 548             | 448 115                    | 28.9                           | 15.0                              | 13.8                                  | 3.87               |
| 1933 | 32 823 000        | 868 675          | 466 210             | 402 465                    | 26.5                           | 14.2                              | 12.3                                  | 3.55               |
| 1934 | 33 223 000        | 881 615          | 479 684             | 401 931                    | 26.5                           | 14.4                              | 12.1                                  | 3.56               |
| 1935 | 33 616 000        | 876 667          | 470 998             | 405 669                    | 26.1                           | 14.0                              | 12.1                                  | 3.5                |
| 1936 | 34 020 000        | 892 320          | 482 633             | 409 687                    | 26.2                           | 14.2                              | 12.0                                  | 3.51               |
| 1937 | 34 441 000        | 856 064          | 481 594             | 374 470                    | 24.9                           | 14.0                              | 10.9                                  | 3.34               |
| 1938 | 34 849 000        | 849 873          | 479 602             | 370 271                    | 24.4                           | 13.8                              | 10.6                                  | 3.26               |

| Năm               | 1939 | 1940 | 1941 | 1942 | 1943 | 1944 | Năm 1945 |
| ----------------- | ---- | ---- | ---- | ---- | ---- | ---- | -------- |
| Tổng tỷ suất sinh | 3.23 | 3.21 | 3.18 | 3.16 | 3.13 | 3.11 | 3.08     |

### Sau Thế chiến II
|      | Dân số trung bình | Số Trẻ sinh sống | Số Trẻ sinh tử vong | Thay đổi mức sinh tự nhiên | Tỷ lệ trẻ sinh sống (trên 1000) | Tỷ lệ trẻ sinh tử vong (trên 1000) | Thay đổi mức sinh tự nhiên (trên 1000) | Tổng tỷ lệ tử vong | Tuổi thọ trung bình (Nam) | Tuổi thọ trung bình (Nữ) | Con ngoài giá thú | Nhập cư | Di cư  | Tỷ lệ di cư |
| ---- | ----------------- | ---------------- | ------------------- | -------------------------- | ------------------------------- | ---------------------------------- | -------------------------------------- | ------------------ | ------------------------- | ------------------------ | ----------------- | ------- | ------ | ----------- |
| 1946 | 23 777 000        | 570 000          | 335 000             | 235 000                    | 24.0                            | 14.1                               | 9.9                                    | 3.06               |                           |                          |                   |         |        |             |
| 1947 | 23 970 000        | 630 000          | 271 000             | 359 000                    | 26.3                            | 11.3                               | 15.0                                   | 3.51               |                           |                          |                   |         |        |             |
| 1948 | 23 980 000        | 704 772          | 268 000             | 436 772                    | 29.4                            | 11.2                               | 18.2                                   | 3.93               |                           |                          |                   |         |        |             |
| 1949 | 24 410 000        | 725 061          | 284 000             | 441 061                    | 29.7                            | 11.6                               | 18.1                                   | 3.94               |                           |                          |                   |         |        |             |
| 1950 | 24 824 000        | 763 108          | 288 685             | 474 423                    | 30.7                            | 11.6                               | 19.1                                   | 3,705              | 56,07                     | 61,68                    |                   |         |        |             |
| 1951 | 25 271 000        | 783 597          | 312 314             | 471 283                    | 31.0                            | 12.4                               | 18.6                                   | 3,745              | 55,11                     | 60,67                    |                   |         |        |             |
| 1952 | 25 753 000        | 778 962          | 286 730             | 492 232                    | 30.2                            | 11.1                               | 19.1                                   | 3,670              | 57,59                     | 63,07                    |                   |         |        |             |
| 1953 | 26 255 000        | 779 000          | 266 527             | 512 473                    | 29.7                            | 10.2                               | 19.5                                   | 3,605              | 59,58                     | 65,05                    |                   |         |        |             |
| 1954 | 26 761 000        | 778 054          | 276 406             | 501 648                    | 29.1                            | 10.3                               | 18.7                                   | 3,580              | 59,8                      | 65,06                    |                   |         |        |             |
| 1955 | 27 281 000        | 793 847          | 261 576             | 532 271                    | 29.1                            | 9.6                                | 19.5                                   | 3,605              | 60,82                     | 66,19                    |                   |         |        |             |
| 1956 | 27 815 000        | 779 835          | 249 606             | 530 229                    | 28.0                            | 9.0                                | 19.1                                   | 3,605              | 62,29                     | 67,52                    |                   |         |        |             |
| 1957 | 28 310 000        | 782 319          | 269 137             | 513 182                    | 27.6                            | 9.5                                | 18.1                                   | 3,485              | 61,2                      | 66,7                     |                   |         |        |             |
| 1958 | 28 770 000        | 752 600          | 241 435             | 511 165                    | 26.2                            | 8.4                                | 17.8                                   | 3,355              | 63,08                     | 68,57                    |                   |         |        |             |
| 1959 | 29 240 000        | 722 928          | 252 430             | 470 498                    | 24.7                            | 8.6                                | 16.1                                   | 3,215              | 62,71                     | 68,3                     |                   |         |        |             |
| 1960 | 29 561 000        | 669 485          | 224 167             | 445 318                    | 22.6                            | 7.6                                | 15.1                                   | 2,98               | 64,94                     | 70,6                     |                   |         |        |             |
| 1961 | 29 965 000        | 627 624          | 227 759             | 399 865                    | 20.9                            | 7.6                                | 13.3                                   | 2,83               | 64,91                     | 70,78                    |                   |         |        |             |
| 1962 | 30 324 000        | 599 505          | 239 199             | 360 306                    | 19.8                            | 7.9                                | 11.9                                   | 2,72               | 64,53                     | 70,49                    |                   |         |        |             |
| 1963 | 30 691 000        | 588 235          | 230 072             | 358 163                    | 19.2                            | 7.5                                | 11.7                                   | 2,70               | 65,41                     | 71,52                    |                   |         |        |             |
| 1964 | 31 161 000        | 562 855          | 235 919             | 326 936                    | 18.1                            | 7.6                                | 10.5                                   | 2,57               | 65,78                     | 71,6                     |                   |         |        |             |
| 1965 | 31 496 000        | 546 362          | 232 421             | 313 941                    | 17.3                            | 7.4                                | 10.0                                   | 2,52               | 66,58                     | 72,4                     |                   |         |        |             |
| 1966 | 31 698 000        | 530 307          | 232 945             | 297 362                    | 16.7                            | 7.3                                | 9.4                                    | 2,33               | 66,87                     | 72,85                    |                   |         |        |             |
| 1967 | 31 944 000        | 520 383          | 247 705             | 272 678                    | 16.3                            | 7.8                                | 8.5                                    | 2,30               | 66,44                     | 72,61                    |                   |         |        |             |
| 1968 | 32 426 000        | 524 174          | 244 115             | 280 059                    | 16.2                            | 7.5                                | 8.6                                    | 2,24               | 67,04                     | 73,55                    |                   |         |        |             |
| 1969 | 32 555 000        | 531 135          | 262 823             | 268 312                    | 16.3                            | 8.1                                | 8.2                                    | 2,20               | 66,5                      | 73,09                    |                   |         |        |             |
| 1970 | 32 526 000        | 545 973          | 266 799             | 279 174                    | 16.8                            | 8.2                                | 8.6                                    | 2,22               | 66,62                     | 73,33                    | 5,0               |         |        |             |
| 1971 | 32 805 000        | 562 341          | 283 702             | 278 639                    | 17.1                            | 8.6                                | 8.5                                    | 2,25               | 66,13                     | 73,25                    |                   |         |        |             |
| 1972 | 33 068 000        | 575 725          | 265 250             | 310 475                    | 17.4                            | 8.0                                | 9.4                                    | 2,24               | 67,32                     | 74,17                    |                   |         |        |             |
| 1973 | 33 363 000        | 598 559          | 277 188             | 321 371                    | 17.9                            | 8.3                                | 9.6                                    | 2,24               | 67,15                     | 74,3                     |                   |         |        |             |
| 1974 | 33 691 000        | 621 080          | 277 085             | 343 995                    | 18.4                            | 8.2                                | 10.2                                   | 2,26               | 67,8                      | 74,64                    |                   |         |        |             |
| 1975 | 34 022 000        | 643 772          | 296 896             | 346 876                    | 18.9                            | 8.7                                | 10.2                                   | 2,27               | 67,02                     | 74,26                    | 4,7               |         |        |             |
| 1976 | 34 362 000        | 670 140          | 304 057             | 366 083                    | 19.5                            | 8.8                                | 10.7                                   | 2,31               | 66,92                     | 74,55                    |                   |         |        |             |
| 1977 | 34 698 000        | 662 582          | 312 956             | 349 626                    | 19.1                            | 9.0                                | 10.1                                   | 2,33               | 66,49                     | 74,5                     |                   |         |        |             |
| 1978 | 35 010 000        | 666 336          | 325 104             | 341 232                    | 19.0                            | 9.3                                | 9.7                                    | 2,30               | 66,36                     | 74,53                    |                   |         |        |             |
| 1979 | 35 257 000        | 688 293          | 323 048             | 365 245                    | 19.5                            | 9.2                                | 10.4                                   | 2,39               | 66,79                     | 74,91                    | 4,8               |         |        |             |
| 1980 | 35 578 000        | 692 798          | 350 203             | 342 595                    | 19.5                            | 9.8                                | 9.6                                    | 2,42               | 66,01                     | 74,44                    |                   |         |        |             |
| 1981 | 35 902 000        | 678 696          | 328 923             | 349 773                    | 18.9                            | 9.2                                | 9.7                                    | 2,34               | 67,1                      | 75,24                    |                   |         |        |             |
| 1982 | 36 227 000        | 702 351          | 334 869             | 367 482                    | 19.4                            | 9.2                                | 10.1                                   | 2,38               | 67,24                     | 75,2                     |                   |         |        |             |
| 1983 | 36 571 000        | 720 756          | 349 388             | 371 368                    | 19.7                            | 9.6                                | 10.2                                   | 2,41               | 67,04                     | 75,16                    |                   |         |        |             |
| 1984 | 36 914 000        | 699 041          | 364 883             | 334 158                    | 18.9                            | 9.9                                | 9.1                                    | 2,36               | 66,84                     | 74,97                    |                   |         |        |             |
| 1985 | 37 203 000        | 677 576          | 381 458             | 296 118                    | 18.2                            | 10.3                               | 8.0                                    | 2,33               | 66,5                      | 74,81                    | 5,0               |         |        |             |
| 1986 | 37 456 000        | 634 748          | 376 316             | 258 432                    | 16.9                            | 10.0                               | 6.9                                    | 2,21               | 66,76                     | 75,13                    |                   |         |        |             |
| 1987 | 37 664 000        | 605 492          | 378 365             | 227 127                    | 16.1                            | 10.0                               | 6.0                                    | 2,15               | 66,81                     | 75,2                     |                   |         |        |             |
| 1988 | 37 862 000        | 587 741          | 370 821             | 216 920                    | 15.5                            | 9.8                                | 5.7                                    | 2,12               | 67,15                     | 75,67                    |                   |         |        |             |
| 1989 | 37 963 000        | 562 530          | 381 173             | 181 357                    | 14.8                            | 10.0                               | 4.8                                    | 2,08               | 66,76                     | 75,45                    |                   |         |        |             |
| 1990 | 38 119 000        | 545 817          | 390 343             | 155 474                    | 14.3                            | 10.2                               | 4.1                                    | 2,04               | 66,23                     | 75,24                    | 6,2               |         |        |             |
| 1991 | 38 245 000        | 547 719          | 405 716             | 142 003                    | 14.3                            | 10.6                               | 3.7                                    | 2,05               | 65,88                     | 75,06                    | 6,6               |         |        |             |
| 1992 | 38 365 000        | 515 214          | 394 729             | 120 485                    | 13.4                            | 10.3                               | 3.1                                    | 1,91               | 66,47                     | 75,48                    | 7,2               |         |        |             |
| 1993 | 38 459 000        | 494 310          | 392 259             | 102 051                    | 12.9                            | 10.2                               | 2.7                                    | 1,86               | 67,17                     | 75,81                    | 8,2               |         |        |             |
| 1994 | 38 544 000        | 481 285          | 386 398             | 94 887                     | 12.5                            | 10.0                               | 2.5                                    | 1,78               | 67,5                      | 76,08                    | 9,0               |         |        |             |
| 1995 | 38 588 000        | 443 109          | 386 084             | 57 025                     | 11.5                            | 10.0                               | 1.5                                    | 1,65               | 67,62                     | 76,39                    | 9,5               |         |        |             |
| 1996 | 38 618 000        | 428 203          | 385 496             | 42 707                     | 11.1                            | 10.0                               | 1.1                                    | 1,58               | 68,12                     | 76,57                    | 10,2              |         |        |             |
| 1997 | 38 650 000        | 412 635          | 380 201             | 32 434                     | 10.7                            | 9.8                                | 0.8                                    | 1,52               | 68,45                     | 76,99                    | 11,0              |         |        |             |
| 1998 | 38 666 000        | 395 619          | 375 354             | 20 265                     | 10.2                            | 9.7                                | 0.5                                    | 1,44               | 68,87                     | 77,34                    | 11,6              |         |        |             |
| 1999 | 38 654 000        | 382 002          | 381 415             | 587                        | 9.9                             | 9.9                                | 0.0                                    | 1,37               | 68,83                     | 77,49                    | 11,7              |         |        |             |
| 2000 | 38 649 000        | 378 348          | 368 028             | 10 320                     | 9.8                             | 9.5                                | 0.3                                    | 1,35               | 69,74                     | 78                       | 12,1              |         |        |             |
| 2001 | 38 248 000        | 368 205          | 363 220             | 4 985                      | 9.6                             | 9.5                                | 0.1                                    | 1,32               | 70,21                     | 78,38                    | 13,1              |         |        |             |
| 2002 | 38 218 531        | 353 765          | 359 486             | -5 721                     | 9,3                             | 9,4                                | -0,1                                   | 1,25               | 70,4                      | 78,8                     | 14,4              | 6 587   | 24 532 | -17 945     |
| 2003 | 38 190 608        | 351 072          | 365 230             | -14 158                    | 9,2                             | 9,6                                | -0,4                                   | 1,22               | 70,5                      | 78,9                     | 15,8              | 7 048   | 20 813 | -13 765     |
| 2004 | 38 173 835        | 356 131          | 363 522             | -7 391                     | 9,3                             | 9,5                                | -0,2                                   | 1,23               | 70,7                      | 79,2                     | 17,1              | 9 495   | 18 877 | -9 382      |
| 2005 | 38 157 055        | 364 383          | 368 285             | -3 902                     | 9,5                             | 9,6                                | -0,1                                   | 1,24               | 70,8                      | 79,4                     | 18,5              | 9 364   | 22 242 | -12 878     |
| 2006 | 38 125 479        | 374 244          | 369 686             | 4 558                      | 9,8                             | 9,7                                | 0,1                                    | 1,27               | 70,9                      | 79,6                     | 18,9              | 10 802  | 46 936 | -36 134     |
| 2007 | 38 115 641        | 387 873          | 377 226             | 10 647                     | 10,2                            | 9,9                                | 0,3                                    | 1,31               | 71,0                      | 79,7                     | 19,5              | 14 995  | 35 480 | -20 485     |
| 2008 | 38 135 876        | 414 499          | 379 399             | 35 100                     | 10,9                            | 10,0                               | 0,9                                    | 1,39               | 71,3                      | 80,0                     | 19,9              | 15 275  | 30 140 | -14 865     |
| 2009 | 38 167 329        | 417 589          | 384 940             | 32 649                     | 10,9                            | 10,1                               | 0,9                                    | 1,40               | 71,5                      | 80,1                     | 20,2              | 17 424  | 18 620 | -1 196      |
| 2010 | 38 529 866        | 413 300          | 378 478             | 34 822                     | 10,7                            | 9,8                                | 0,9                                    | 1,41               | 72,1                      | 80,6                     | 20,6              | 15 246  | 17 360 | -2 114      |
| 2011 | 38 538 447        | 388 416          | 375 501             | 12 915                     | 10,1                            | 9,7                                | 0,3                                    | 1,33               | 72,4                      | 80,9                     | 21,2              | 15 524  | 19 858 | -4 334      |
| 2012 | 38 533 299        | 387 858          | 384 788             | 3 070                      | 10,1                            | 10,0                               | 0,1                                    | 1,33               | 72,7                      | 81,0                     | 22,3              | 14 583  | 21 200 | -6 617      |
| 2013 | 38 495 659        | 369 576          | 387 312             | -17 736                    | 9,6                             | 10,1                               | -0,5                                   | 1,29               | 73,1                      | 81,1                     | 23,4              | 12 199  | 32 103 | -19 904     |
| 2014 | 38 478 602        | 375 160          | 376 467             | -1 307                     | 9,7                             | 9,8                                | -0,1                                   | 1,32               | 73,8                      | 81,6                     | 24,2              | 12 330  | 28 080 | -15 750     |
| 2015 | 38 437 239        | 369 308          | 394 921             | -25 613                    | 9,6                             | 10,3                               | -0,7                                   | 1,32               | 73,6                      | 81,6                     | 24,6              | 12 330  | 28 080 | -15 750     |
| 2016 | 38 432 992        | 382 257          | 388 009             | -5 752                     | 9,9                             | 10,1                               | -0,2                                   | 1,39               | 73,9                      | 81,9                     | 25,0              | 13 475  | 11 970 | 1 505       |
| 2017 | 38 433 558        | 401 982          | 402 852             | -870                       | 10,5                            | 10,5                               | -0,0                                   | 1,45               | 74,0                      | 81,8                     | 24,1              | 13 324  | 11 888 | 1 436       |
| 2018 | 38 411 148        | 388 178          | 414 200             | -26 022                    | 10,1                            | 10,8                               | -0,7                                   |                    |                           |                          |                   | 15 461  | 11 849 | 3 612       |

### Thống kê quan trọng hiện tại
Số ca sinh từ tháng 1 đến tháng 3 năm 2018 =  96.000 (9,9)
Số ca sinh từ tháng 1 đến tháng 3 năm 2019 =  91.000 (9,5)
Số ca tử vong từ tháng 1 đến tháng 3 năm 2018 =  118.000 (12,3)
Số ca tử vong từ tháng 1 đến tháng 3 năm 2019 =  109.000 (11,4)
Số người chết từ tháng 1 đến tháng 3 năm 2019 = 109.000 (11,4)
Tăng tự nhiên từ tháng 1 đến tháng 3 năm 2018 =  -22.000 (-2,4)
Tăng tự nhiên từ tháng 1 đến tháng 3 năm 2019 =  -18.000 (-1,9)

### Tuổi thọ
| Giai đoạn  | Tuổi thọ | Giai đoạn | Tuổi thọ |
| ---------- | -------- | --------- | -------- |
| 1950 -1955 | 61,4     | 1985-1990 | 70,7     |
| 1955 -1960 | 65,9     | 1990-1995 | 71,2     |
| 1960 -1965 | 68.3     | 1995-2000 | 72,7     |
| 1965-1970  | 69,8     | 2000-2005 | 74,6     |
| 1970-1975  | 70.3     | 2005-2010 | 75,6     |
| 1975-1980  | 70,4     | 2010-2015 | 77,0     |
| 1980-1985  | 70,7     |           |          |

Nguồn: Triển vọng dân số thế giới của Liên hợp quốc 

### Cơ cấu dân số
| Age group | Male       | Female     | Total      | %     |
| --------- | ---------- | ---------- | ---------- | ----- |
| Total     | 18 651 441 | 19 882 348 | 38 533 789 | 100   |
| 0-4       | 1 058 874  | 1 005 069  | 2 063 943  | 5,36  |
| 5-9       | 945 643    | 897 723    | 1 843 366  | 4,78  |
| 10-14     | 974 509    | 925 506    | 1 900 015  | 4,93  |
| 15-19     | 1 158 367  | 1 108 267  | 2 266 634  | 5,88  |
| 20-24     | 1 394 761  | 1 341 393  | 2 736 154  | 7,10  |
| 25-29     | 1 623 072  | 1 575 546  | 3 198 618  | 8,30  |
| 30-34     | 1 602 736  | 1 558 622  | 3 161 358  | 8,20  |
| 35-39     | 1 470 751  | 1 432 822  | 2 903 573  | 7,54  |
| 40-44     | 1 231 083  | 1 209 751  | 2 440 834  | 6,33  |
| 45-49     | 1 196 548  | 1 192 952  | 2 389 500  | 6,20  |
| 50-54     | 1 369 258  | 1 414 996  | 2 784 254  | 7,23  |
| 55-59     | 1 404 141  | 1 522 140  | 2 926 281  | 7,59  |
| 60-64     | 1 163 935  | 1 350 684  | 2 514 619  | 6,53  |
| 65-69     | 675 573    | 861 584    | 1 537 157  | 3,99  |
| 70-74     | 529 739    | 776 722    | 1 306 461  | 3,39  |
| 75-79     | 424 407    | 720 249    | 1 144 656  | 2,97  |
| 80-84     | 278 428    | 566 126    | 844 554    | 2,19  |
| 85-89     | 115 213    | 311 388    | 426 601    | 1,11  |
| 90-94     | 28 565     | 91 223     | 119 788    | 0,31  |
| 95-99     | 4 614      | 18 265     | 22 879     | 0,06  |
| 100+      | 224        | 1 320      | 1 544      | <0,01 |

| Age group | Male       | Female     | Total      | Percent |
| --------- | ---------- | ---------- | ---------- | ------- |
| 0-14      | 2 979 026  | 2 828 298  | 5 807 324  | 15,07   |
| 15-64     | 13 615 652 | 13 707 173 | 27 322 825 | 70,91   |
| 65+       | 2 056 763  | 3 346 877  | 5 403 640  | 14,02   |

| Age Group | Male       | Female     | Total      | %    |
| --------- | ---------- | ---------- | ---------- | ---- |
| Total     | 18 607 417 | 19 847 159 | 38 454 576 | 100  |
| 0-4       | 982 639    | 928 662    | 1 911 301  | 4.97 |
| 5-9       | 1 047 830  | 996 205    | 2 044 035  | 5.32 |
| 10-14     | 924 671    | 877 780    | 1 802 451  | 4.69 |
| 15-19     | 1 028 884  | 979 585    | 2 008 469  | 5.22 |
| 20-24     | 1 257 703  | 1 209 498  | 2 467 201  | 6.42 |
| 25-29     | 1 464 438  | 1 417 040  | 2 881 478  | 7.49 |
| 30-34     | 1 647 147  | 1 602 930  | 3 250 077  | 8.45 |
| 35-39     | 1 561 396  | 1 522 202  | 3 083 598  | 8.02 |
| 40-44     | 1 354 899  | 1 329 476  | 2 684 375  | 6.98 |
| 45-49     | 1 166 358  | 1 160 878  | 2 327 236  | 6.05 |
| 50-54     | 1 211 294  | 1 238 398  | 2 449 692  | 6.37 |
| 55-59     | 1 386 303  | 1 489 816  | 2 876 119  | 7.48 |
| 60-64     | 1 256 035  | 1 443 985  | 2 700 020  | 7.0  |
| 65-69     | 917 893    | 1 147 725  | 2 065 618  | 5.37 |
| 70-74     | 501 311    | 716 224    | 1 217 535  | 3.17 |
| 75-79     | 426 059    | 715 629    | 1 141 688  | 2.97 |
| 80-84     | 287 908    | 573 415    | 861 323    | 2.24 |
| 85+       | 184 649    | 497 711    | 682 360    | 1.77 |

| Age group | Male       | Female     | Total      | Percent |
| --------- | ---------- | ---------- | ---------- | ------- |
| 0-14      | 2 955 140  | 2 802 647  | 5 757 787  | 14.97   |
| 15-64     | 13 334 457 | 13 393 808 | 26 728 265 | 69.51   |
| 65+       | 2 317 820  | 3 650 704  | 5 968 524  | 15.52   |

## Thống kê nhân khẩu học

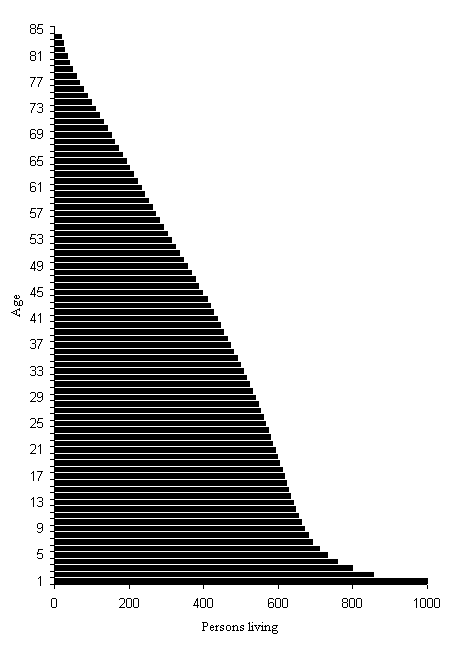
Tháp dân số năm 1691 theo Edmund Halley

Tỷ lệ sinh và tử của Ba Lan năm 1950-2008

Tháp dân số Ba Lan năm 2017

Thống kê nhân khẩu học theo Đánh giá dân số thế giới năm 2019.
- Cứ sau 2 phút có 1 ca sinh
- Cứ sau 1 phút lại có 1 ca tử vong
- Cứ sau 7 phút có một người tử vong
- Cứ sau 53 phút có một người di cư

Thống kê nhân khẩu học dựa theo dữ liệu từ CIA World Factbook, trừ khi có quy định khác.
Dân số

38.420.687 (tháng 7 năm 2018)
38,476,269 (tháng 7 năm 2017)
Cơ câu tuổi tác

0-14 tuổi: 14,8% (nam 2.924.077 / nữ 2.762.634)
15-24 tuổi: 10,34% (nam 2.040.043 / nữ 1.932.009)
25-54 tuổi: 43,44% (nam 8.431.045 / nữ 8.260.124)
55-64 tuổi: 13,95% (nam 2,538,566 / nữ 2,819,544)
Từ 65 tuổi trở lên: 17,47% (nam 2.663.364 / nữ 4.049.281) (2018)
0-14 tuổi: 14,76% (nam 2.919.353 / nữ 2.757.923)
15-24 tuổi: 10,7% (nam 2.113.358 / nữ 2.003.033)
25-54 tuổi: 43,48% (nam 8.447.418 / nữ 8.283.757)
55-64 tuổi: 14,21% (nam 2.586.097 / nữ 2.880.031)
Từ 65 tuổi trở lên: 16,86% (nam 2.560.847 / nữ 3.924.452) (2017)
0 - 14 năm: 14,8% (nam 2.931.732 / nữ 2.769.021)
15 -64 : 71,7% (nam 13,725,939 / nữ 13,863,103)
Từ 65 tuổi trở lên: 13,5% (nam 1.971.763 / nữ 3.202.131) (2010)
Độ tuổi trung bình

Ba Lan đứng thứ 44 thế giới về độ tuổi trung bình năm 2018, trong đó:
Tổng cộng: 41,1 tuổi
nam: 39,4 tuổi
nữ: 42,8 tuổi
Ba Lan đứng thứ 47 thế giới về độ tuổi trung bình năm 2017, trong đó:
Tổng cộng: 40,7 tuổi.
nam: 39 tuổi
nữ: 42,4 tuổi
Số liệu năm 2011:
Tổng cộng: 38,5 tuổi
nam: 36,8 tuổi
nữ: 40,3 tuổi
Tỉ lệ sinh

9,3 ca sinh / 1.000 dân (2018) So sánh Ba Lan với các quốc gia trên thế giới: thứ 202
9,5 sinh / 1.000 dân (2017)
Tỉ lệ tử vong

10,5 người chết / 1.000 dân (2018) So sánh Ba Lan với các quốc gia trên thế giới: thứ 29
10,4 người chết / 1.000 dân (2017)
Tổng tỷ suất sinh

1,36 trẻ sinh / phụ nữ (2018) So sánh Ba Lan với các quốc gia trên thế giới: thứ 214
Tỷ lệ tăng dân số

-0,16% (2018) So sánh Ba Lan với các quốc gia trên thế giới: thứ 206
-0,13% (2017)
Tỷ suất di cư thuần

-0,4 người di cư / 1.000 dân (2017) So sánh Ba Lan với các quốc gia trên thế giới: thứ 124
Tuổi trung bình của mẹ khi mới sinh

27,4 năm (2014)
Tỷ lệ tử vong ở trẻ sơ sinh

Tổng cộng: 4,4 ca tử vong / 1.000 ca sinh sống. So sánh Ba Lan với các quốc gia trên thế giới::thứ 182
nam: 4,8 tử vong / 1.000 ca sinh sống
nữ: 4 người chết / 1.000 ca sinh sống (2017)
Tổng cộng: 6,42 tử vong / 1.000 ca sinh sống
nam: 7,12 tử vong / 1.000 ca sinh sống
nữ: 5,67 tử vong / 1.000 ca sinh sống (2012)
Tỷ lệ ngoài độ tuổi lao động

tổng cộng: 43,9 (2015)
tỷ lệ thanh niên: 21,4 (2015)
tỷ lệ người cao tuổi: 22,5 (2015)
tỷ lệ hỗ trợ tiềm năng: 4,5 (2015)
Tuổi thọ bình quân

tổng dân số: 77,9 tuổi
nam: 74,1 tuổi
nữ: 82 tuổi (2018)
tổng dân số: 75,85 tuổi
nam: 71,88 tuổi
nữ: 80,06 tuổi (2010)
tổng dân số: 76,25 tuổi
nam: 72,31 tuổi
nữ: 80,43 tuổi (2012)
Đô thị hóa

dân số thành thị: 60,1% tổng dân số (2018)
tỷ lệ đô thị hóa: -0,25% tỷ lệ thay đổi hàng năm (2015-20)
Trình độ học vấn

định nghĩa: từ 15 tuổi trở lên có thể đọc và viết (2015)
tổng dân số: 99,8%
nam: 99,9%
nữ: 99,7% (2015)
Số năm đi học trung bình (giáo dục tiểu học đến đại học)

tổng cộng: 16 năm
nam: 16 năm
nữ: 17 năm (2013)
Thất nghiệp ở người trẻ (15 - 24 tuổi)

tổng cộng: 17,7%. So sánh Ba Lan với các quốc gia trên thế giới: thứ 74
nam: 17,4%
nữ: 18% (2016)
tổng số: 20,8%
nam: 20,7%
nữ: 20,9% (2015)
Tỷ số giới tính

khi sinh: 1,06 nam (s) / nữ
dưới 15 tuổi: 1,06 nam / nữ
15-64 tuổi: 0,99 nam / nữ
Từ 65 tuổi trở lên: 0,62 nam / nữ
tổng dân số: 0,94 nam (s) / nữ (2012)
Phân bố dân cư

Dân số tập trung ở khu vực phía Nam xung quanh Krakow và khu vực trung tâm xung quanh Warsaw và Lodz, với sự mở rộng đến thành phố ven biển phía bắc của Gdansk
Các nhóm dân tộc

Dân tộc Ba Lan 96,9%, Silesian 1,1%, Đức 0,2%, Ucraina 0,1%, dân tộc chưa xác định 1,7% (2011)
Ngôn ngữ

Tiếng Ba Lan (chính thức) 98,2%, Silesian 1,4%, 1,1% khác, chưa xác định 1,3%. Ba Lan đã phê chuẩn Hiến chương châu Âu về ngôn ngữ địa phương hoặc dân tộc thiểu số năm 2009, trong đó công nhận Kashub là ngôn ngữ khu vực, tiếng Séc, tiếng Do Thái, tiếng Yiddish, tiếng Bêlarut, tiếng Litva, tiếng Đức, tiếng Armenia, tiếng Nga, tiếng Slovak và tiếng Ukraina là ngôn ngữ thiểu số ngoại tộc, và Karaim, Lemko, Romani (Polska Roma và Bergitka Roma), và Tatar là ngôn ngữ dân tộc thiểu số (2011)
Tôn giáo

87,2% Công giáo La Mã, 1.3% Chính thống giáo, 0.4% Tin Lành, 0.4% tôn giáo khác, 10.8%

## Quốc tịch
97,10% người dân Ba Lan tuyên bố quốc tịch Ba Lan, và 98,19% tuyên bố rằng họ nói tiếng Ba Lan tại nhà (2011). Trong số các nhóm thiểu số, số lượng lớn người được hỏi khẳng định quốc tịch Silesian, tiếp theo là Kashubian, Đức, Ukraine, Việt Nam, Bêlarut và Nga. Thống kê về người Ukraine không bao gồm những người lao động nhập cư mới đến, mà một báo cáo của Ngân hàng Quốc gia Ba Lan ước tính vào khoảng 1 triệu trong năm 2015.

## Khu đô thị
Số lượng dân số theo các nguồn cơ sở dữ liệu khác nhau: 
| Khu vực                    | Mạng lưới quan sát châu Âu để phát triển và gắn kết lãnh thổ | Văn phòng thống kê châu ÂuEurostat LUZ | Bộ Phát triển vùng | Liên Hợp Quốc    | Trang web Demographia.com | Citypopulation.de  | Nghiên cứu khoa học bởi T. Markowski | Nghiên cứu khoa học của Swianiewicz, Klimska |
| -------------------------- | ------------------------------------------------------------ | -------------------------------------- | ------------------ | ---------------- | ------------------------- | ------------------ | ------------------------------------ | -------------------------------------------- |
| Katowice (đô thị Katowice) | 3.029.000 (5.294.000)                                        | 2.710.397                              | 3.239.200          | 3.069.000        | 2.500.000                 | 2.775.000          | 2.746.000                            | 2.733.000                                    |
| Warsaw                     | 2.785.000                                                    | 2.660.406                              | 2.680.600          | 2.194.000        | 2.030.000                 | 2.375.000          | 2.631.900                            | 2.504.000                                    |
| Krakow                     | 1.236.000                                                    | 1.264.322                              | 1.227.200          | 818.000          | 750.000                   | Không được liệt kê | 1.257.500                            | 1.367.000                                    |
| Łódź                       | 1.165.000                                                    | 1.163,516                              | 1.061.600          | 974.000          | 950.000                   | 1.060.000          | 1.178.000                            | 1.129.000                                    |
| Gdańsk                     | 993.000                                                      | 1.105.203                              | 1.220.800          | 854.000          | 775.000                   | Không có dữ liệu   | 1.098.400                            | 1.210.000                                    |
| Poznań                     | 919.000                                                      | 1.018.511                              | 1.227.200          | Không có dữ liệu | 600.000                   | Không có dữ liệu   | 1.011.200                            | 846.000                                      |
| Wrocław                    | 861.000                                                      | 1.031.439                              | 1.136.900          | Không có dữ liệu | 700.000                   | Không có dữ liệu   | 1.029.800                            | 956.000                                      |
| Szczecin                   | 721.000                                                      | 878.314                                | 724.700            | Không có dữ liệu | 500.000                   | Không có dữ liệu   | Không có dữ liệu                     | 755.806                                      |

## Nhân khẩu học theo thị trấn
|    | Thành phố                | Tỉnh               | Dân cư 20/5/2002 | Dân cư 31/12/2006 | Dân cư 31/12/2010 |
| -- | ------------------------ | ------------------ | ---------------- | ----------------- | ----------------- |
| 1  | Warsaw                   | Masovian           | 1,671,670        | 1,702,139         | 1,720,398         |
| 2  | Kraków                   | Lesser Poland      | 758,544          | 756,267           | 756,183           |
| 3  | Łódź                     | Łódź               | 789,318          | 760,251           | 737,098           |
| 4  | Wrocław                  | Lower Silesia      | 640,367          | 634,630           | 632,996           |
| 5  | Poznań                   | Greater Poland     | 578,886          | 564,951           | 551,627           |
| 6  | Gdańsk                   | Pomeranian         | 461,334          | 456,658           | 456,967           |
| 7  | Szczecin                 | Western Pomeranian | 415,399          | 409,068           | 405,606           |
| 8  | Bydgoszcz                | Kuyavia-Pomeranian | 373,804          | 363,468           | 356,177           |
| 9  | Lublin                   | Lublin             | 357,110          | 353,483           | 348,450           |
| 10 | Katowice                 | Silesia            | 327,222          | 314,500           | 306,826           |
| 11 | Białystok (Demographics) | Podlaskie          | 291,383          | 294,830           | 295,198           |
| 12 | Gdynia                   | Pomerania          | 253,458          | 251,844           | 247,324           |
| 13 | Częstochowa              | Silesian           | 251,436          | 245,030           | 238,042           |
| 14 | Radom                    | Masovian           | 229,699          | 225,810           | 222,496           |
| 15 | Sosnowiec                | Silesia            | 232,622          | 225,030           | 217,638           |
| 16 | Toruń                    | Kuyavia-Pomerania  | 211,243          | 207,190           | 205,312           |
| 17 | Kielce                   | Świętokrzyskie     | 212,429          | 207,188           | 203,804           |
| 18 | Gliwice                  | Silesia            | 203,814          | 198,499           | 195,472           |
| 19 | Zabrze                   | Silesia            | 195,293          | 190,110           | 186,913           |
| 20 | Bytom                    | Silesia            | 193,546          | 186,540           | 181,617           |
| 21 | Rzeszów                  | Subcarpathia       | 160,376          | 165,578           | 178,227           |
| 22 | Olsztyn                  | Warmia-Masuria     | 173,102          | 174,941           | 176,463           |
| 23 | Bielsko-Biała            | Silesia            | 178,028          | 176,453           | 175,008           |
| 24 | Ruda Śląska              | Silesia            | 150,595          | 145,471           | 142,950           |
| 25 | Rybnik                   | Silesia            | 142,731          | 141,388           | 141,410           |
| 26 | Tychy                    | Silesia            | 132,816          | 130,492           | 129,386           |
| 27 | Dąbrowa Górnicza         | Silesia            | 132,236          | 129,559           | 127,431           |
| 28 | Płock                    | Masovia            | 128,361          | 127,224           | 126,061           |
| 29 | Elbląg                   | Warmia-Masuria     | 128,134          | 126,985           | 126,049           |
| 30 | Opole                    | Opole              | 129,946          | 127,602           | 125,710           |
| 31 | Gorzów Wielkopolski      | Lubusz             | 125,914          | 125,504           | 125,394           |
| 32 | Wałbrzych                | Lower Silesia      | 130,268          | 124,988           | 120,197           |
| 33 | Zielona Góra             | Lubusz             | 118,293          | 138,512           | 117,699           |
| 34 | Włocławek                | Kuyavia-Pomerania  | 121,229          | 119,256           | 116,914           |
| 35 | Tarnów                   | Lesser Poland      | 119,913          | 116,967           | 114,635           |
| 36 | Chorzów                  | Silesia            | 117,430          | 113,978           | 112,697           |
| 37 | Koszalin                 | Western Pomerania  | 108,709          | 107,693           | 107,948           |
| 38 | Kalisz                   | Greater Poland     | 109,498          | 108,477           | 106,664           |
| 39 | Legnica                  | Lower Silesia      | 107,100          | 105,186           | 103,892           |
| 40 | Grudziądz                | Kuyavia-Pomerania  | 99,943           | 99,244            | 98,757            |
| 41 | Słupsk                   | Pomerania          | 100,376          | 98,092            | 96,665            |

## Nhân khẩu học của Tỉnh
| Cư dân của Tỉnh (2008, theo GUS) | Cư dân của Tỉnh (2008, theo GUS) | Cư dân của Tỉnh (2008, theo GUS) | Cư dân của Tỉnh (2008, theo GUS) |
| -------------------------------- | -------------------------------- | -------------------------------- | -------------------------------- |
| Hạ Silesian                      | 19 947                           | 2 887 059                        | -0,04                            |
| Kuyavian-Pomeranian              | 17 972                           | 2 067 918                        | +0,07                            |
| Lublin                           | 25 122                           | 2 161 832                        | -0,15                            |
| Lubusz                           | 13 998                           | 1 008 926                        | 0,00                             |
| Łódź                             | 18 219                           | 2 548 861                        | -0,20                            |
| Lesser Poland                    | 15 183                           | 3 287 136                        | +0,22                            |
| Masovian                         | 35 558                           | 5 204 495                        | +0,26                            |
| Opole                            | 9412                             | 1 033 040                        | -0,31                            |
| Subcarpathian                    | 17 846                           | 2 099 495                        | +0,03                            |
| Podlaskie (Nhân khẩu học)        | 20 187                           | 1 191 470                        | -0,07                            |
| Pomeranian                       | 18 310                           | 2 219 512                        | +0,32                            |
| Silesian                         | 12 334                           | 4 645 665                        | -0,12                            |
| Świętokrzyskie                   | 11 710                           | 1 272 784                        | -0,20                            |
| Warmian-Masurian                 | 24 173                           | 1 427 073                        | +0,03                            |
| Greater Poland                   | 29 827                           | 3 397 617                        | +0,26                            |
| Tây Pomeranian                   | 22 892                           | 1 692 957                        | +0,04                            |
| Ba Lan                           | 312 679                          | 38 135 876                       | +0,05                            |

## Các nhóm dân tộc

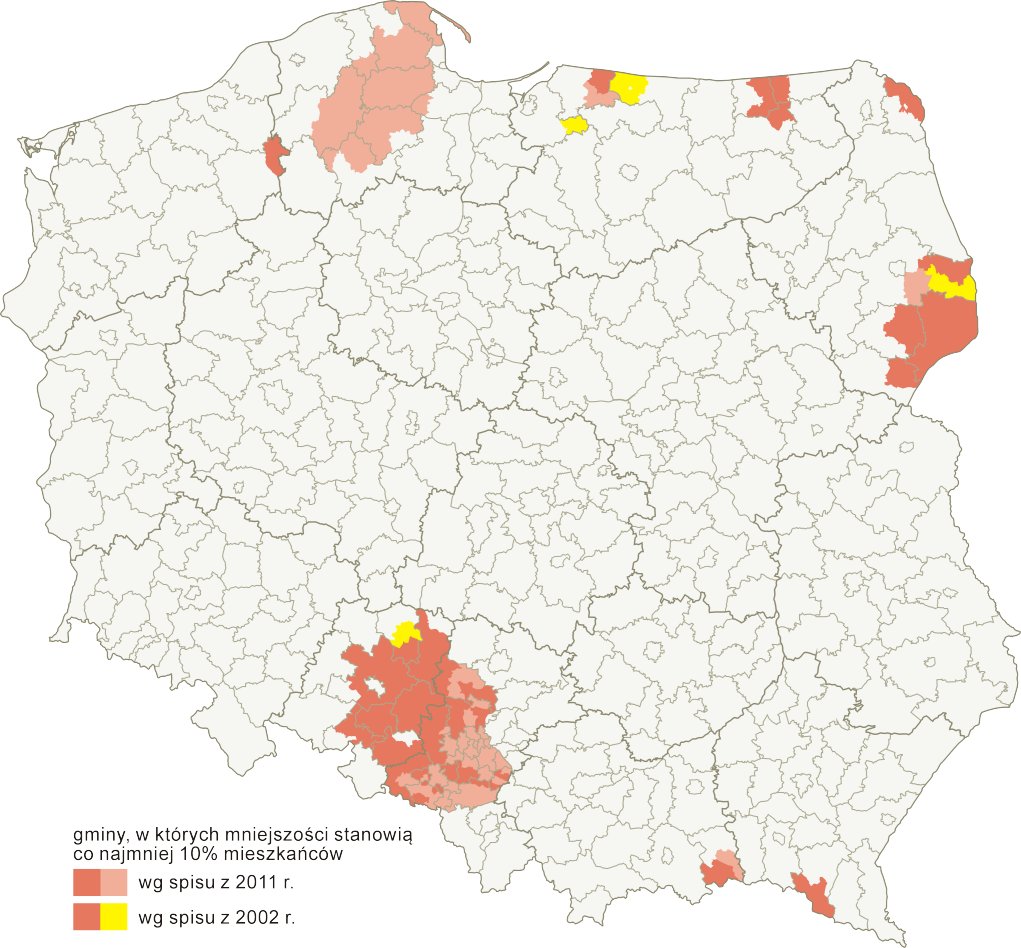
Bản đồ của ít nhất 10% khu vực không thuộc Ba Lan

| Dân số                                                 | %    | Dân số     |
| ------------------------------------------------------ | ---- | ---------- |
| Châu âu                                                | 98,6 | 37.962.000 |
| Liên minh châu âu                                      | 98,2 | 37.813.000 |
| Dân tộc Ba Lan (bao gồm cả người Silesia và Kashmir)   | 97,7 | 37.602.000 |
| Các quốc gia thành viên EU khác (chủ yếu là người Đức) | 0,5  | 211.000    |
| Châu Âu (chủ yếu là tiếng Ukraina và tiếng Bêlarut)    | 0,4  | 149.000    |
| Khác (chủ yếu là tiếng Việt và tiếng Chechen)          | <0,1 | 29.000     |
| Hỗn hợp hoặc không xác định                            | 1,4  | 521.000    |
| Tổng dân số                                            | 100  | 38.512.000 |

## Tôn giáo
Công giáo La Mã 91%, Chính thống 1%, tôn giáo khác 2%, vô thần / không tin / bất khả tri 5%, không nêu 1% (Eurobarometer 2012) 

## Ngôn ngữ
Tiếng Ba Lan chiếm 97,8%, các ngôn ngữ khác và nhóm ngôn ngữ không xác định là 2,2% (điều tra dân số năm 2002)